# بمب‌گذاری انتحاری دسامبر ۲۰۱۶ موگادیشو
بمب‌گذاری انتحاری دسامبر ۲۰۱۶ موگادیشو (انگلیسی: December 2016 Mogadishu suicide bombing) در اثر یک بمب‌گذاری انتحاری در یک ایستگاه پلیس نزدیک بندر موگادیشو در سومالی دست کم ۲۹ نفر جان باختند و ۵۰ نفر دیگر زخمی شدند. گزارش شده‌است که تلفات بیشتر از غیرنظامیان و کارگران بندر بودند.
گروه شبه‌نظامی و اسلام‌گرای الشباب مسئولیت این انفجار را بر عهده گرفته‌است.